# Vega-Medaille
Die Vega-Medaille (schwedisch Vegamedaljen) ist eine seit 1881 von der Schwedischen Gesellschaft für Anthropologie und Geographie vergebene Auszeichnung. Benannt ist sie nach dem Schiff, mit dem Adolf Erik Nordenskiöld 1880 erstmals die Nordostpassage befahren hatte. Die Verleihung erfolgt am Jahrestag der Rückkehr Nordenskiölds nach Stockholm, dem 24. April, durch den König von Schweden.
Die Medaille wurde lange Zeit alle drei Jahre für Leistungen im Bereich der physischen Geographie vergeben und galt als eine der bedeutendsten Auszeichnungen in diesem Bereich. In den Zwischenjahren wurde hingegen die Anders-Retzius-Medaille an einen Vertreter der Humangeographie oder der Anthropologie vergeben, sodass diese drei Fachbereiche jeweils im Wechsel repräsentiert waren. Nach Einstellung der Vergabe der Anders-Retzius-Medaille 2015 wird die Vega-Medaille auch an Humangeographen verliehen, unter Beibehaltung des alternierenden Fachbereichswechsels, während für Anthropologen seit 2016 alle drei Jahre die SSAG-Medaille verliehen wird.

## Preisträger
- 1881 Adolf Erik Nordenskiöld
- 1882 Louis Palander
- 1883 Henry Morton Stanley
- 1884 Nikolai Michailowitsch Prschewalski
- 1888 Wilhelm Junker
- 1889 Fridtjof Nansen
- 1890 Emin Pascha
- 1892 Louis-Gustave Binger
- 1897 Otto Sverdrup
- 1898 Sven Hedin
- 1899 Georg August Schweinfurth
- 1900 Alfred Gabriel Nathorst
- 1901 Luigi Amedeo di Savoia-Aosta
- 1903 Ferdinand von Richthofen
- 1904 Otto Nordenskjöld und Johan Gunnar Andersson
- 1905 Robert Falcon Scott
- 1907 Otto Pettersson
- 1909 Johan Peter Koch
- 1910 Ernest Shackleton
- 1912 John Murray
- 1913 Roald Amundsen
- 1915 Gerard De Geer
- 1919 Knud Johan Victor Rasmussen
- 1920 William Morris Davis
- 1922 Albert I. von Monaco
- 1923 Albrecht Penck
- 1924 Lauge Koch
- 1926 Boris Andrejewitsch Wilkizki
- 1930 Harald Ulrik Sverdrup
- 1931 Émile-Félix Gautier
- 1932 Albert Defant
- 1937 Roy Chapman Andrews
- 1939 Vilhelm Bjerknes und Vagn Walfrid Ekman
- 1941 Bjørn Helland-Hansen und Hans Wilhelmsson Ahlmann
- 1944 Lennart von Post
- 1946 Emmanuel de Martonne
- 1948 Richard Evelyn Byrd
- 1950 Hans Pettersson
- 1951 Carl Troll
- 1954 Laurence Dudley Stamp
- 1955 Paul-Émile Victor
- 1957 Carl O. Sauer
- 1958 Jacob Bjerknes und Tor Bergeron
- 1959 Michail Michailowitsch Somow
- 1961 Richard Joel Russell
- 1962 Thor Heyerdahl
- 1963 Louis Leakey
- 1965 Maurice Ewing
- 1970 Filip Hjulström und Sigurður Þórarinsson
- 1972 Albert P. Crary
- 1975 Willi Dansgaard
- 1981 Valter Schytt
- 1983 Cesare Emiliani
- 1984 Hubert Lamb
- 1986 J. Ross Mackay
- 1987 Gunnar Hoppe und Åke Sundborg
- 1990 George H. Denton
- 1993 David E. Sugden
- 1994 Gösta Hjalmar Liljequist
- 1997 Albert Lincoln Washburn
- 1999 John Imbrie
- 2002 Lonnie G. Thompson
- 2005 Françoise Gasse
- 2008 Dorthe Dahl-Jensen
- 2011 Terry Callaghan
- 2014 Compton J. Tucker
- 2015 Lesley Head
- 2017 Yao Tandong
- 2018 Gillian Hart
- 2020 David R. Montgomery
- 2021 Anssi Paasi
- 2023 John P. Smol
- 2024 Steven Seegel
- 2025 Marisol de la Cadena